# 达沃湾
达沃湾（Davao Gulf），是菲律宾南部棉兰老岛东南海岸的一个海湾，位于菲律宾海和西里伯斯海之间，面积约4，800平方公里。
达沃湾因沿岸最大港口达沃而得名，湾中最大岛屿为萨马尔岛。近年来菲律宾政府计划将达沃发展为IT中心，故此又有硅湾之称。
6°30′N 125°55′E / 6.500°N 125.917°E